# 日下部悦二
日下部 悦二（くさかべ えつじ、1923年10月31日 - 2021年3月11日）は、日本の経営者。古河電気工業社長、会長を務めた。

## 来歴・人物
兵庫県豊岡市出身。1946年に京都帝国大学工学部電気化学科を卒業し、同年に古河電気工業に入社した。1972年11月に取締役に就任し、1975年5月に常務、1977年6月に専務、1982年6月に副社長を経て、1983年6月に社長に就任。1989年6月に会長に就任し、1995年6月から相談役を務めた。
1985年4月に藍綬褒章を受章し、1993年11月に勲二等旭日重光章を受章。
2021年3月11日、心不全のために死去。97歳没。